# 政府宫 (秘鲁)
政府宫（西班牙語：Palacio de Gobierno），又名皮萨罗府，为秘鲁政府总部所在地，位于武器广场北侧，原址为印第安人的大型墓地。政府宫最初由新卡斯提亚总督弗朗西斯科·皮萨罗兴建于1535年，作为总督府，并因此成为秘鲁政府总部。目前的建筑改建于1937年，法国新巴洛克建筑风格。
1821年7月28日，何塞·德·圣马丁在此宣布秘鲁独立。